# Waldpolding
Walpolding ist ein Gemeindeteil des Marktes Buchbach im oberbayerischen Landkreis Mühldorf am Inn auf der Gemarkung Ranoldsberg.

## Geografie
Die Einöde Walpolding liegt sechs Kilometer südöstlich des Marktplatzes von Buchbach am Walpoldinger Graben, der zusammen mit dem Heimpoldinger Graben den Stengerbach bildet.

## Geschichte
In Walpolding gab es früher drei Anwesen:
- Jäggl gehörte zu einem Sechstel der Kirche Ranoldsberg
- Walpoldinger gehörte zu einem Sechstel der Kirche Stefanskirchen
- Kölbl war zu einem Sechstel Salzburger Inwärtseigen[2]

Das sogenannte Kölblgütl wurde urkundlich erwähnt, als Martin Hopf, Walpetinger zu Waldpolding, um Genehmigung bat, das Kölblgütl in Waldpolding an seinen Sohn zu übergeben.

## Bevölkerungsentwicklung
Im Jahr 1861 gab es in Walpolding zehn Einwohner in sieben Gebäuden. Um 1871 gab es in dort 14 Einwohner. Im Mai 1987 lebten dort elf Einwohner in zwei Wohngebäuden.
| Jahr      | 1861 | 1871 | 1925 | 1950 | 1970 | 1987 |
| Einwohner | 10   | 14   | 11   | 15   | 12   | 11   |